# 秦家屯站
秦家屯站是一个大郑线上的铁路车站，位于辽宁省黑山县黑山镇，建于1922年，目前为四等站，邮政编码为121400。目前客运：办理旅客乘降；行李、包裹托运；货运：办理整车货物发到。